# Bruna Honório

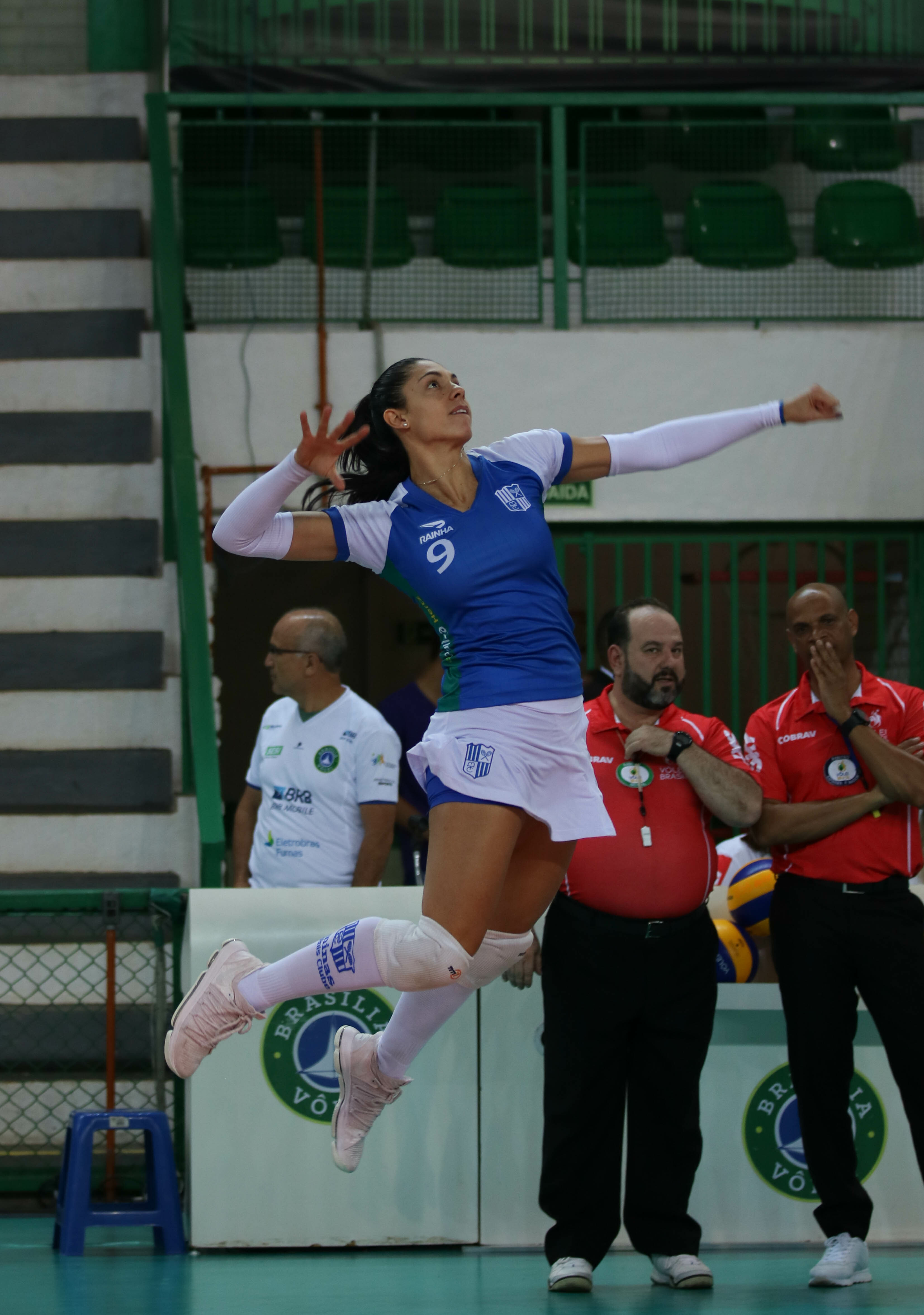
Bruna Honório podczas wykonywania ataku w drużynie Minas Tênis Clube w sezonie 2018/2019

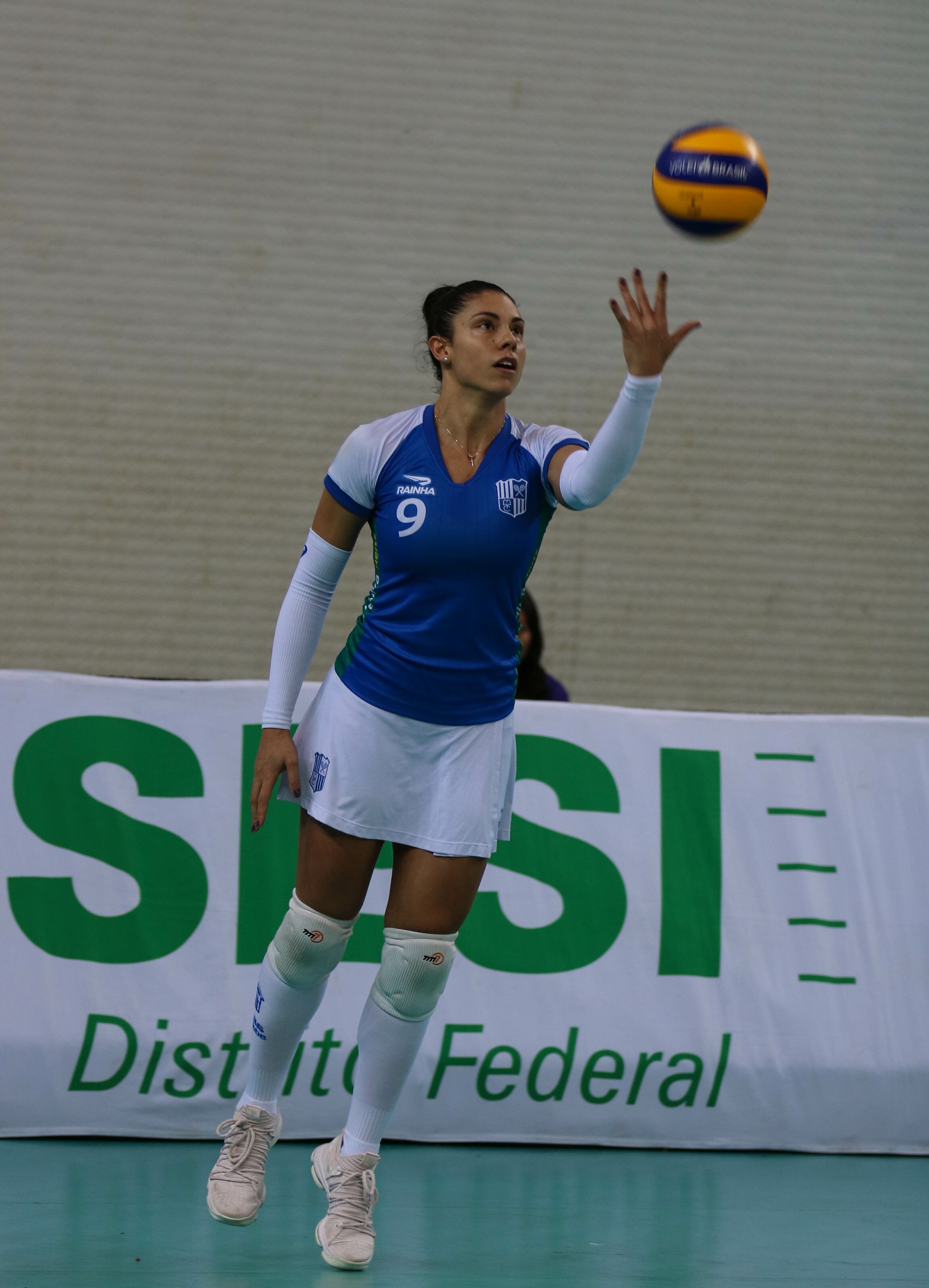
Bruna Honório podczas wykonywania zagrywki w drużynie Minas Tênis Clube w sezonie 2018/2019

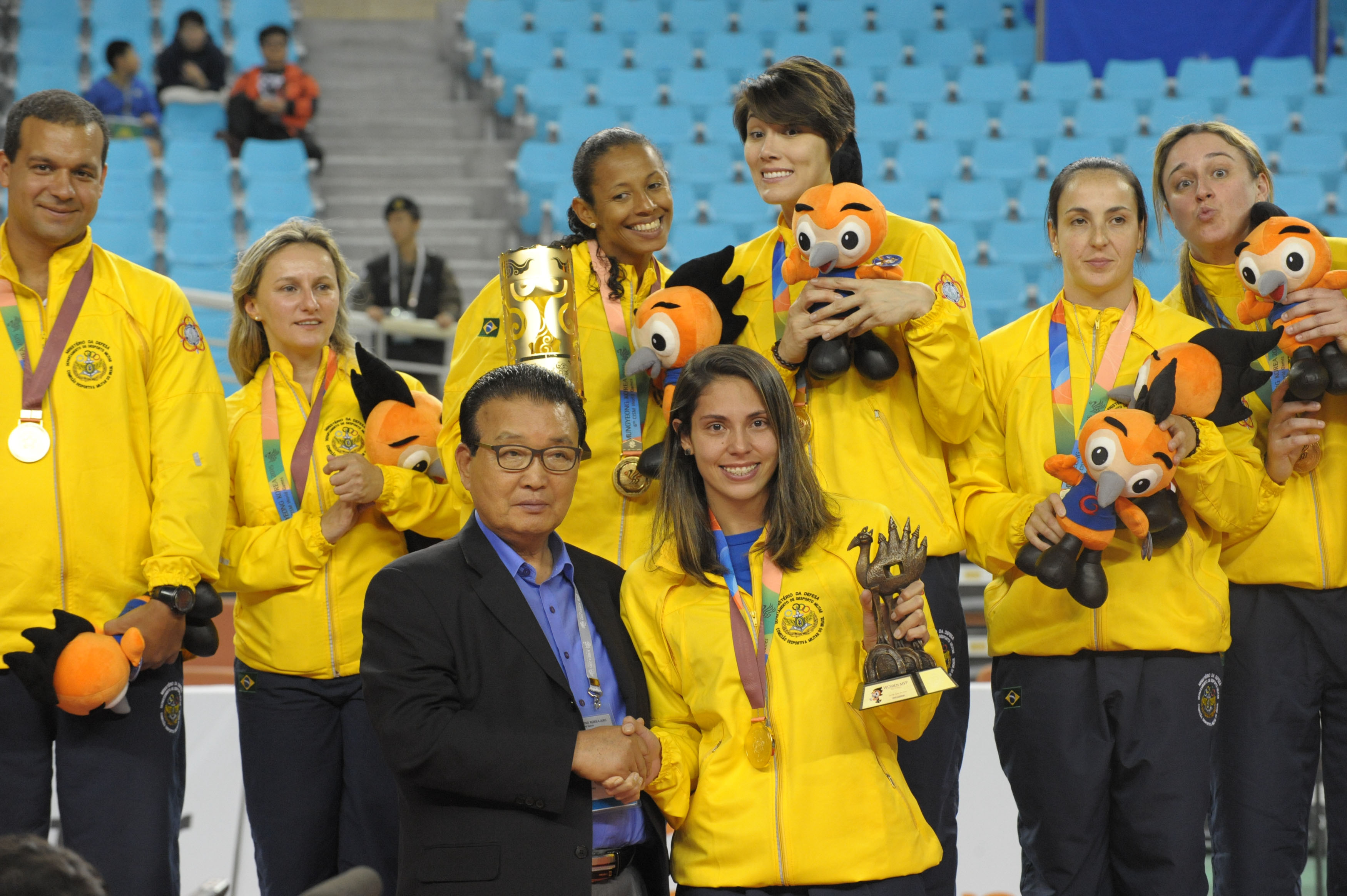
Bruna Honório na pierwszym planie z nagrodą

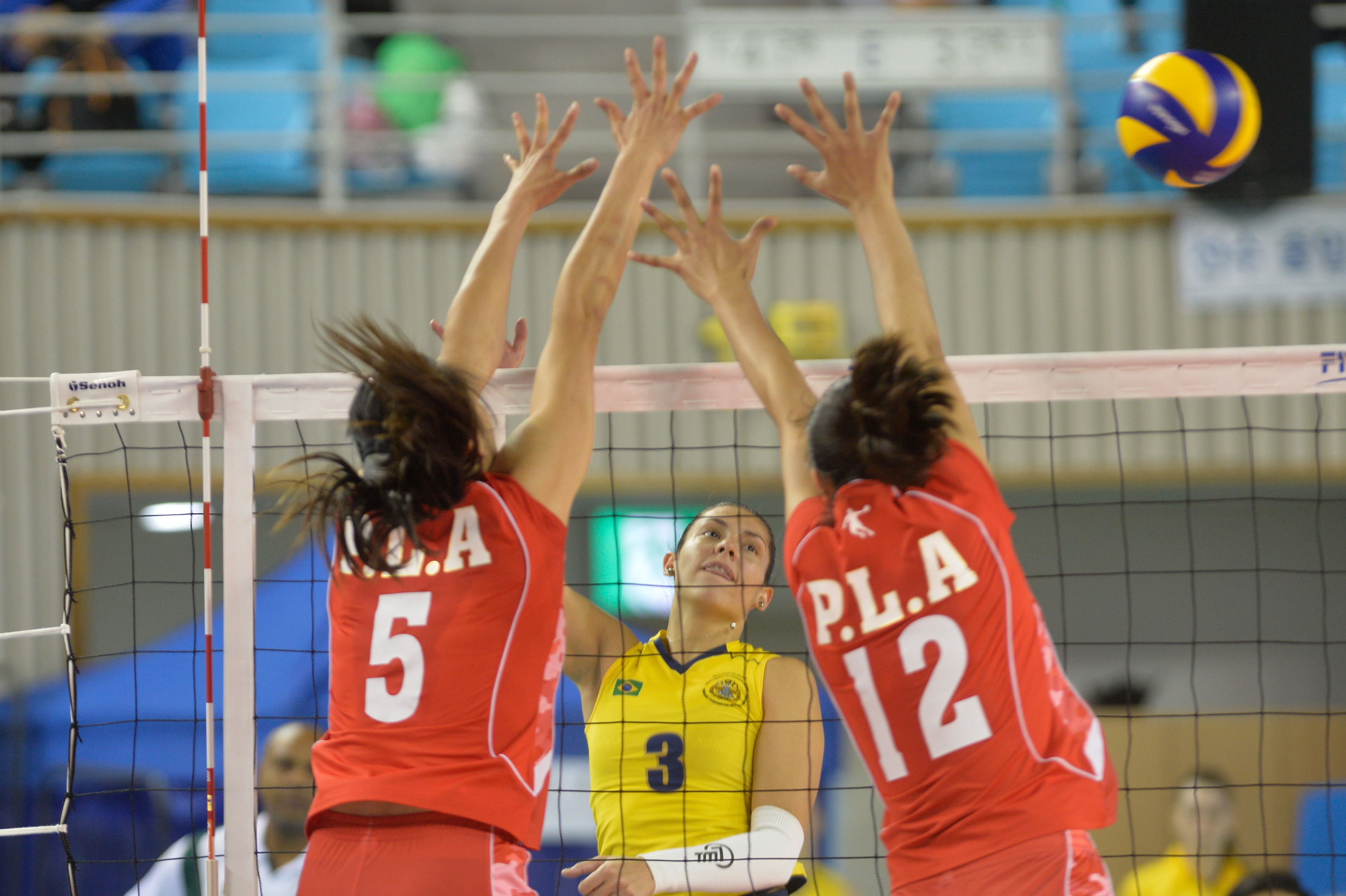
Bruna Honório podczas ataku w finale w Światowych Wojskowych Igrzysk Sportowych 2015

Bruna Honório da Silva (ur. 3 lipca 1989 w Agudos) – brazylijska siatkarka, grająca na pozycji atakującej. 
Jest sierżantem trzeciego stopnia.
| Bruna Honório da Silva | Bruna Honório da Silva          | Bruna Honório da Silva | Bruna Honório da Silva | Bruna Honório da Silva | Bruna Honório da Silva | Bruna Honório da Silva | Bruna Honório da Silva | Bruna Honório da Silva | Bruna Honório da Silva | Bruna Honório da Silva |
| ---------------------- | ------------------------------- | ---------------------- | ---------------------- | ---------------------- | ---------------------- | ---------------------- | ---------------------- | ---------------------- | ---------------------- | ---------------------- |
| Wzrost                 | 181 cm                          |                        |                        |                        |                        |                        |                        |                        |                        |                        |
| Pozycja                | atakująca                       |                        |                        |                        |                        |                        |                        |                        |                        |                        |
| Informacje klubowe     |                                 |                        |                        |                        |                        |                        |                        |                        |                        |                        |
| Klub                   | PGE Grot Budowlani Łódź         |                        |                        |                        |                        |                        |                        |                        |                        |                        |
| Numer w klubie         |                                 |                        |                        |                        |                        |                        |                        |                        |                        |                        |
| Kariera seniorska      |                                 |                        |                        |                        |                        |                        |                        |                        |                        |                        |
| Lata                   | Klub                            |                        |                        |                        |                        |                        |                        |                        |                        |                        |
| 2006–2007              | APIV/Piracicaba                 |                        |                        |                        |                        |                        |                        |                        |                        |                        |
| 2010–2011              | Desportiva e Cultural Metodista |                        |                        |                        |                        |                        |                        |                        |                        |                        |
| 2011–2012              | Esporte Clube Pinheiros         |                        |                        |                        |                        |                        |                        |                        |                        |                        |
| 2012–2015              | Unilever Rio de Janeiro         |                        |                        |                        |                        |                        |                        |                        |                        |                        |
| 2015–2017              | Vôlei Bauru                     |                        |                        |                        |                        |                        |                        |                        |                        |                        |
| 2017–2018              | Esporte Clube Pinheiros         |                        |                        |                        |                        |                        |                        |                        |                        |                        |
| 2018–2020              | Minas Tênis Clube               |                        |                        |                        |                        |                        |                        |                        |                        |                        |
| 2020–2021              | E.Leclerc Radomka Radom         |                        |                        |                        |                        |                        |                        |                        |                        |                        |
| 2021–2022              | DevelopRes Bella Dolina Rzeszów |                        |                        |                        |                        |                        |                        |                        |                        |                        |
| 2022–2023              | Sesc RJ Flamengo                |                        |                        |                        |                        |                        |                        |                        |                        |                        |
| 2023–2024              | Grupa Azoty Chemik Police       |                        |                        |                        |                        |                        |                        |                        |                        |                        |
| 2024–2025              | KS DevelopRes Rzeszów           |                        |                        |                        |                        |                        |                        |                        |                        |                        |
| 2025–                  | PGE Grot Budowlani Łódź         |                        |                        |                        |                        |                        |                        |                        |                        |                        |

## Sukcesy klubowe
Klubowe Mistrzostwa Ameryki Południowej:
- 2013, 2015, 2019, 2020

Mistrzostwo Brazylii:
- 2013, 2014, 2015, 2019

Klubowe Mistrzostwa Świata:
- 2013, 2018

Puchar Brazylii:
- 2019[7]

Superpuchar Polski:
- 2021, 2023[8]

Puchar Polski:
- 2022, 2025

Mistrzostwo Polski:
- 2024[9], 2025
- 2022[10]

## Sukcesy reprezentacyjne
Letnia Uniwersjada:
- 2013

Światowe Wojskowe Igrzyska Sportowe:
- 2015

## Nagrody indywidualne
- 2013: Najlepsza blokująca Klubowych Mistrzostw Ameryki Południowej
- 2015: MVP Światowych Wojskowych Igrzysk Sportowych
- 2018: Najlepsza zagrywająca brazylijskiej Superligi w sezonie 2017/2018
- 2019: Najlepsza atakująca Klubowych Mistrzostw Ameryki Południowej